# Klappflügel-Rotor
Ein Klappflügel-Rotor ist eine einfache Strömungskraftmaschine (Windturbine bzw. Wasserturbine), bei der sich die Flügel (Schaufeln) während der Umdrehung periodisch durch Einwirkung der Strömung eines Fluids selbsttätig in geeigneter Weise verstellen (passive Verstellung). Meist werden Rotoren mit vertikaler Achse eingesetzt (Vertikalläufer). Klappflügel-Rotoren müssen nicht in den Wind gedreht werden. Nachteilig ist, dass sich die Flügel bezüglich der Anströmung gegenseitig abschatten. Anordnungen der Flügel in mehreren Ebenen oder radial versetzt sind deshalb vorteilhaft (s. u.).

Etagenanordnung von Klappflügeln

Chinesische Windmühle (Prinzip); exakter: Chinesische Windturbine

## Unterscheidung zu anderen Rotortypen
Rotoren mit aktiver Verstellung der Flügel werden als Schwenkflügel-Rotoren bezeichnet. Bekanntestes Beispiel ist der Voith-Schneider-Propeller (Vertikalachser), bei dem die Flügel durch exzentrische Ansteuerung oder durch Koppelgetriebe verschwenkt werden.
Bei Windrädern mit horizontaler Achse sind aktive Flügelverstellungen üblich. Diese erfolgen jedoch nicht periodisch während einer Umdrehung, sondern dienen der Anpassung an die Windverhältnisse.
Klappflügel-Rotoren können mit zur Rotorachse parallelen oder angenähert parallelen Flügelachsen, aber auch mit zur Rotorachse senkrechten oder angenähert senkrechten Flügelachsen gebaut werden. Die Rotoren sind Hybridläufer, sie können nicht eindeutig in Widerstands- oder Auftriebsläufer unterschieden werden. Die Umfangsgeschwindigkeit des Rotors (Bewegung der Flügelachsen bezogen auf die Rotorachse) hat starken Einfluss auf die Antriebskraft (Drehmoment), da die Klappen bei großer Umfangsgeschwindigkeit aufgrund des dann wirkenden höheren Luftwiderstands sich anders einstellen und gegebenenfalls aus ihrer Sollstellung unkontrolliert verschwenkt werden (sie fallen „außer Tritt“). Das Verhältnis von Umfangsgeschwindigkeit und Windgeschwindigkeit wird Schnelllaufzahl (SLZ) genannt.

## Prinzip

Kräfte

Auf eine schräg mit einem Anstellwinkel α in die Strömung eines Fluids (Wasser, Luft etc.) gestellte oder aber in einem ruhenden Fluid bewegte Fläche (Schaufel, Flügel) wirken Kräfte. Es sind dies die Widerstands- bzw. Antriebskraft (in Bewegungsrichtung) und der dynamische Auftrieb (quer zur Strömungs- bzw. Bewegungsrichtung). Zu unterscheiden sind die Widerstandskräfte, die antreibend (dem Wind entgegengestellt) und diejenigen, die hemmend (Luftwiderstand in Bewegungsrichtung) wirken. Beide sind von der jeweiligen Anströmung abhängig.
Um Kräfte in einer rotierenden Maschine nutzen zu können, müssen sich schräg angestellte Flächen auf einer Kreisbahn bewegen. Behalten die Flächen dabei jedoch ihren Winkel (relativ zur jeweiligen Tangente) bei, heben sich alle Kräfte auf. Es ist deshalb notwendig, den Anstellwinkel der Flächen während der Bewegung auf einer Kreisbahn zu verändern. Dies geschieht bei Klappflügel-Rotoren durch Verschwenken der Flächen unter Einwirkung des Fluids.
Bei gleicher Richtung der Strömung und der Rotordrehung stellen sich die Flügel so ein, dass die Strömung eine Kraft (Drehmoment) auf den Rotor ausübt, während im anderen Fall die Flügel der Strömung einen möglichst geringen Widerstand entgegensetzen. Somit wird der Rotor in einem Umdrehungsbereich von circa 180° angetrieben, während er im verbleibenden Bereich abgebremst wird. Dabei überwiegt der Antrieb, so dass Energie entnommen werden kann. Das Verhältnis von Antrieb und Abbremsung wird gegebenenfalls durch eine aerodynamische Flügelform (Tragfläche) oder andere geeignete Formen (auch Segel) verbessert. Eine Erweiterung des Antriebsbereichs über 180° hinaus ist durch eine optimierte Konstruktion des Rotors möglich.
Viele verschiedene Varianten des Klappflügel-Rotors wurden entwickelt. Nachfolgend sind einige Beispiele aufgeführt.

## Rotoren mit vertikaler Achse und horizontalen Flügelachsen

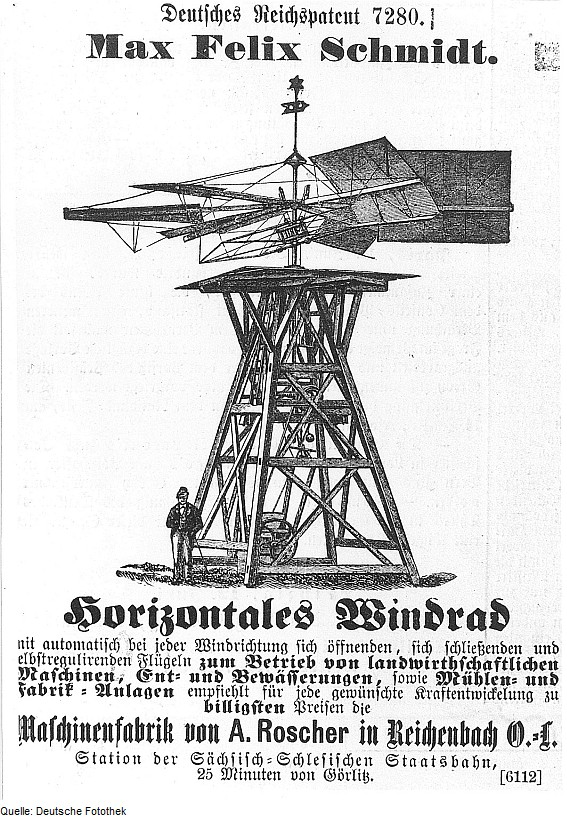
Windmühle mit vertikaler Achse und klappenden Flügeln (1880)
Kardangelenke
Kardangelenke
- Animation

Weberkreuz
Etagenanordnung
Etagenanordnung
Rahmenhalterung

Ein um 1880 produzierter Rotor ist in den beistehenden Bildern gezeigt. An mit der Rotorwelle verbundenen Auslegern sind um die Achse A-A schwenkbare Flügel befestigt. Die Flügel sind über Gestänge und Kugelgelenke bzw. Kardangelenke mit einem auf der Welle sitzenden zentralen Kardangelenk verbunden. Die Bewegung eines Flügels hat zwangsläufig eine Bewegung aller anderen Flügel zur Folge. Bei Windstille sind alle Flügel näherungsweise gleichartig angestellt. Aufkommender Wind führt dazu, dass der zur Windrichtung am günstigsten stehende Flügel von der Kraft des Windes (bzw. durch seinen Strömungswiderstand) aufgerichtet wird und über sein Gestänge und das zentrale Kardangelenk auch die anderen Flügel verschwenkt. Der Rotor beginnt sich zu drehen. Dabei ist immer der Flügel, dessen Fläche nahezu senkrecht zur Windrichtung steht, voll aufgerichtet und erzeugt die größte Antriebskraft (Widerstand). Während einer Rotorumdrehung vollführt jeder Flügel um seine Achse eine Schwenkbewegung von 0° auf 90° und wieder zurück. Ein ähnliches Prinzip (ebenfalls unter Verwendung eines Kardangelenks) wird für die Rotorblattverstellung von Hubschraubern angewandt (siehe Taumelscheibe).
Ein einfaches Konzept wurde 1933 vorgeschlagen. Kurioserweise ist die gleiche Idee 2001 nochmals als Patent angemeldet worden. Der Rotor weist vier Flügel auf, von denen jeweils zwei auf einer gemeinsamen Welle (Achsen A-A und B-B) um 90° versetzt befestigt sind. Anschläge begrenzen den Schwenkbereich der Flügel auf 0° bis 90°. Der Wind richtet immer einen Flügel auf, wobei der Anstellwinkel seines Pendants sich zwangsläufig verkleinert. Im Bild wird der Flügel B1 an seinen Anschlag gedrückt, während A1 durch den Winddruck vom Anschlag wegbewegt wird, wobei sich A2, ebenfalls unterstützt durch den Winddruck, aufrichtet. B2 bietet dem Wind den kleinstmöglichen Widerstand. Prinzipiell lässt sich das Konzept mit mehr als zwei Flügelpaaren realisieren. Wie oben erwähnt, ist dann die Anordnung von jeweils einem Flügelpaar in zwei oder mehreren Etagen vorteilhaft. Um die Strömungen in den einzelnen Etagen voneinander zu entkoppeln, sind Leitflächen zweckmäßig.
Ein weiteres Beispiel ist in einem Patent von 2009 beschrieben. Der Rotor trägt mehrere Rahmen, an denen die Flügel an Scharnieren aufgehängt sind. Die Rahmen stellen auch die Anschläge für die Flügel dar. Beim Vorlauf legen sich die Flügel an und übertragen so ein Antriebsmoment. Beim Rücklauf werden sie durch den Winddruck in die Waagerechte gehoben und bieten dann dem Wind einen geringen Widerstand.

## Rotoren mit vertikaler Achse und vertikalen Flügelachsen

Vertikalachser mit umschlagenden Flügeln
Vertikalachser mit umschlagenden Flügeln
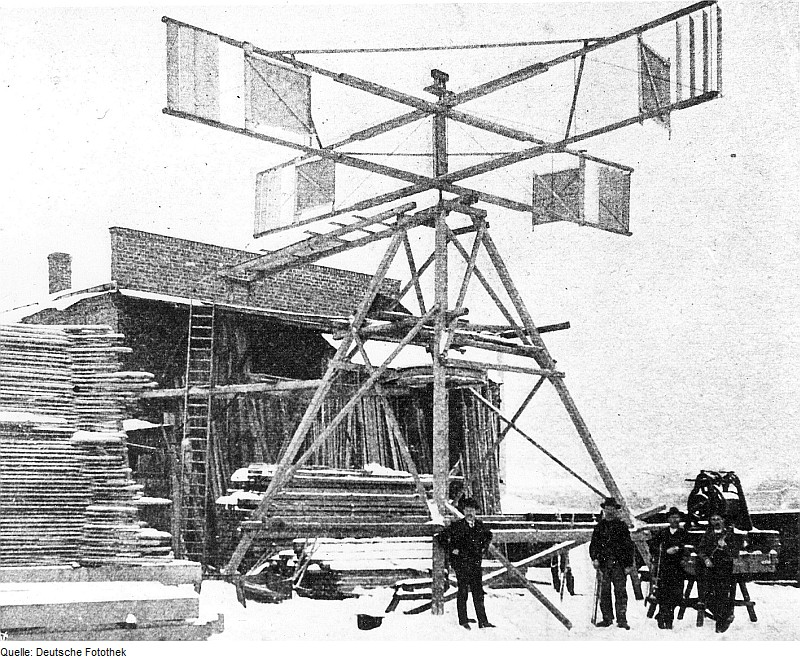
Windmotor als Antrieb für eine Sägemühle (Leipzig, 1907)
Rotor mit Schwenkflügeln
Rotor mit umlaufenden Flügeln

### Art der Flügelbewegung

#### Umschlagende Flügelbewegung
Ein Klappflügel-Rotor mit zur Rotorachse parallelen Flügelachsen stellt wahrscheinlich ein sehr altes Prinzip dar. Die Flügel sind wie Wetterfahnen einseitig an ihren Drehachsen befestigt und haben das Bestreben, sich parallel zur Windrichtung auszurichten. Es sind Anschläge für die Flügel vorhanden, die diese Ausrichtung verhindern, so dass durch den Winddruck ein Antriebsmoment auf den Rotor übertragen wird. Am Ende der Antriebsphase (circa 180° eines Umlaufs) lösen sich die Flügel durch die nun sich ändernde Anströmrichtung von den Anschlägen, stellen sich parallel zur Windrichtung und bieten nun der Strömung den kleinstmöglichen Widerstand (siehe Animation).
Die Windmühle auf dem beistehenden historischen Foto funktionierte auf diese Weise (soweit ersichtlich). Sie weist eine starke Ähnlichkeit mit der bereits oben beschriebenen Lösung (mit waagerechten Achsen) auf, bei der die Flügel am Rahmen befestigt sind. Allerdings wurde sie fast hundert Jahre früher realisiert. Gänzlich identisch mit diesem historischen Vorbild ist die 2007 in angemeldete „Erfindung“.

#### Schwenkende Flügelbewegung
In einer Patentanmeldung aus dem Jahre 1985 ist ein Rotor beschrieben, dessen gekrümmte Flügel sich zwar selbsttätig verstellen, jedoch nicht umschlagen. Wie beim Weberkreuz sind je zwei Flügel verbunden, hier jedoch durch Verbindungsseile (in verschiedener Höhe für jedes Flügelpaar). Die günstig zum Wind stehenden Flügel öffnen sich, während die gegenüberliegenden sich zwangsläufig gegen Anschläge schließen. Es ist eine Drehzahlsteuerung vorgesehen, die bei Starkwind die Drehzahl reduziert. Im Bild ist diese schematisiert für zwei Klappen dargestellt. Eine Wetterfahne kann sich unabhängig von der Rotordrehung verdrehen und stellt eine Steuerklappe in Richtung Wind. Bei Starkwind wird die normalerweise waagerecht liegende Steuerklappe angehoben. Ein mit ihr verbundenes Steuerseil zieht die Verbindungsseile nach oben, so dass sich die geöffneten Klappen zu ihren Anschlägen hin bewegen. Die Antriebskräfte werden reduziert und die Drehzahl verringert sich. Im Extremfall liegen alle Flügel an ihren Anschlägen und es wird kein Drehmoment mehr auf den Rotor übertragen. Die Verbindung des Steuerseils mit den Verbindungsseilen erfolgt über Rollen in hier nicht dargestellter Weise (symbolisiert durch die Kugel).

#### Umlaufende Flügelbewegung
Beim in  beschriebenen Rotor führen die Flügel während der Rotordrehung eine umlaufende Bewegung aus.
Der Rotor trägt an Auslegern Lager für die Drehachsen (besser: Wellen) der Flügel. An den Achsen sind Zahnräder befestigt, die über Zugmittel (Ketten, Zahnriemen) mit Innenzahnrädern verbunden sind, deren Durchmesser halb so groß ist, wie der Durchmesser der Flügelzahnräder. Die Innenzahnräder sind fest verbunden mit der Wetterfahne und als Hohlwelle ausgeführt, in der sich die Rotorwelle frei drehen kann.
Die als vorteilhaft angesehene Flügelbewegung eines Flügels während eines Rotorumlaufs relativ zum Wind ist im Bild gezeigt. Der Flügel dreht sich dabei während einer Rotorumdrehung um 180° im entgegengesetzten Sinn. Dies wird durch die Zugmittelgetriebe (Übersetzungsverhältnis 2:1) gewährleistet.
Die Wetterfahne steht immer parallel zum Wind. Die Innenzahnräder drehen sich dann nicht. Die Flügelachsen bewegen sich um die Rotorachse, so dass die Zugmittel zwangsläufig auf die Innenzahnräder auf- bzw. von diesen ablaufen und so die Flügel um ihre Achsen in gewünschter Weise verdrehen.
Bei Änderung der Windrichtung drehen sich die Wetterfahne und damit auch die Innenzahnräder. Der Flügeldrehung aufgrund der Rotordrehung wird dadurch während der Schwenkbewegung der Wetterfahne eine Drehbewegung überlagert, die dazu führt, dass sich nach dem Einpegeln der Wetterfahne die Flügel wieder in idealer Weise zur Windrichtung bewegen.
Der in  beschriebene Rotor stellt eine Variante dieses Konzepts dar.
Der Rotor mit umlaufenden Flügeln weist Ähnlichkeiten mit dem Voith-Schneider-Propeller (VSP) auf und kann wie dieser als Antrieb (und auch als Pumpe/Gebläse) verwendet werden. Dazu wäre die Wetterfahne durch eine Lenkeinrichtung zu ersetzen und die Rotorwelle motorisch anzutreiben. Allerdings kann im Gegensatz zum VSP die Geschwindigkeit nur durch Änderung der Rotordrehzahl geändert werden.
Das Beispiel macht deutlich, dass die Grenzen zwischen den vielen Rotortypen fließend sind und eine Abgrenzung oftmals schwierig ist.

### Chinesische Windmühle (Chinesische Windturbine)

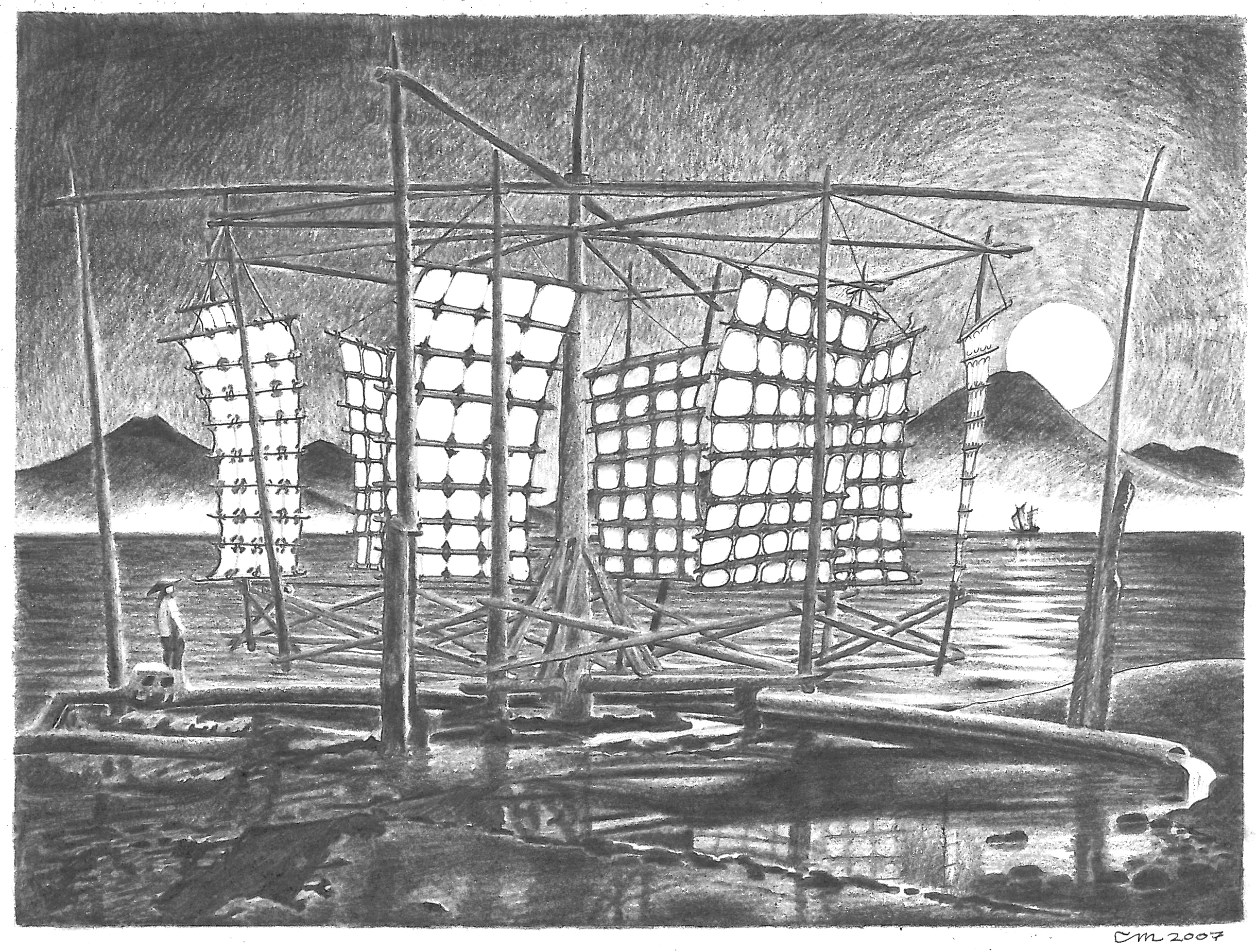
Künstlerische Darstellung einer Chinesischen Windmühle
Chinesische Windmühle (Chinesische Windturbine). Dargestellt sind verschiedene Phasen eines Flügels.
Begrenzung der Flügelbewegung durch Seile
Anströmung
Drehmomente

Den Chinesen wird eine vor langer Zeit (wahrscheinlich durch Probieren) entwickelte Verbesserung des Rotor-Prinzips mit umklappenden Flügeln zugeschrieben, die einen über 180° hinausgehenden Antriebsbereich möglich macht. Es wird die Tatsache genutzt, dass aufgrund der Rotation die effektive Anströmrichtung der Flügel von der Windrichtung abweicht. Ein jedem Flügel zugeordneter weiterer Anschlag stellt die Flügel während eines Teils der Rücklaufphase so zur effektiven  Strömung, dass Auftriebskräfte für den Antrieb genutzt werden. Es ist anzunehmen, dass statt der Anschläge auch Seile für die Begrenzung des Bewegungsbereichs der Flügel verwendet wurden.
Die Auftriebskräfte sind ebenso wie die Widerstandskräfte von der resultierenden (effektiven) Anströmung der Flügel und deren Anstellung relativ zur Tangente an ihre Kreisbahn (Anstellwinkel) abhängig. Die Anströmung ergibt sich aus der vektoriellen Addition der Windgeschwindigkeit mit der negativen Umfangsgeschwindigkeit der Flügel („Fahrtwind“ wirkt gegen die Bewegungsrichtung). Die Flügel werden über ihre Fläche nicht gleichmäßig angeströmt, da sich Vorderkante und Hinterkante (meist) nicht auf dem gleichen Radius bewegen und somit unterschiedliche Umfangsgeschwindigkeiten aufweisen. Dadurch ist auch der Winddruck nicht gleichmäßig auf der jeweiligen Flügelfläche verteilt. Dieser Umstand wird bei den nachfolgenden Erläuterungen vernachlässigt.
Die prinzipielle Anordnung der Anschläge ist aus dem beistehenden Bild ersichtlich. Dargestellt ist die Bewegung eines Flügels während eines Rotorumlaufs. Der Antriebsbereich, in dem Auftriebs- und Widerstandskräfte antreibend wirken, ist wesentlich größer als 180°. Kräfte werden auf den Rotor übertragen, wenn der Flügel an einem der beiden Anschläge anliegt. Andernfalls wirkt nur der (geringe) Luftwiderstand (Verlust) des zur Anströmrichtung parallel gestellten Flügels (im Bild ist die Abweichung der Anströmrichtung von der Windrichtung vernachlässigt).
Eine weitere Verbesserung kann erreicht werden, wenn sich die Flügelfläche asymmetrisch beidseitig der Flügelachse ausdehnt. Bei gleichem Rotordurchmesser erhöht sich die Flügelfläche, so dass sich ein größeres Drehmoment ergibt. Diese Flügelausführung entspricht einem Dschunkensegel, dessen bekannte Eigenschaften bei der Entwicklung der Chinesischen Windmühle eine Rolle gespielt haben mögen. Der Flügel (das Segel) richtet sich (wie die Wetterfahne) immer parallel zur effektiven Anströmung aus.
Im Bild ist die Anströmung für verschiedene Schnelllaufzahlen dargestellt. Wie oben schon erwähnt, ändern sich mit größerer Schnelllaufzahl die Flügelstellung und das Antriebsmoment. Bei ruhendem Rotor erfolgt der Flügelumschlag bei Position 4, während das für die beiden anderen Schnelllaufzahlen zwischen Pos. 3 und 4 bzw. Pos. 2 und 3 der Fall ist. Antriebskräfte werden in den Bereichen (entgegen dem Uhrzeigersinn) zwischen Pos.8 und 5, Pos. 1 und 5 und Pos. 2 und 5 erzeugt (Flügelumschlag nicht berücksichtigt).
In einem weiteren Bild sind die Verläufe der aus Auftrieb und Widerstand resultierenden Antriebsmomente sowie der in Bewegungsrichtung (Kreisbahn) wirkende Strömungswiderstand für einen Flügel qualitativ (ungefähr) dargestellt. Exakte Werte sind wegen der komplizierten Strömungsverhältnisse (sich ändernde Auftriebs- und Widerstandsbeiwerte, Strömungsabriss, Wirbel etc.) schwer zu ermitteln. Die Schnelllaufzahl von 0,5 ist schon grenzwertig. Es ist ersichtlich, dass das Antriebsmoment hauptsächlich vom Auftrieb erzeugt wird, während der Widerstandsantrieb kaum eine Rolle spielt und teilweise sogar negativ (also hemmend) wirkt.
Klappflügelrotoren sollten mit möglichst kleinen SLZ betrieben werden. Bei größeren SLZ steigt der Luftwiderstand stark an, so dass das Widerstands-Antriebsdrehmoment gegen Null geht und die Flügel sich ggf. unkontrolliert verstellen. Beispielsweise wirkt auf eine bei 0° radial ausgerichtete Fläche bei ruhendem Rotor (SLZ=0) und dazu senkrechter Windrichtung die größte durch den Widerstand bedingte Antriebskraft. Bei einer SLZ von 0,5 eilt die Fläche dem Wind mit dessen halber Geschwindigkeit voraus. Die auf den Flügel treffende effektive Windgeschwindigkeit ist also nur noch halb so groß. Auf der Gegenseite wirkt nun aber der Luftwiderstand in Gegenrichtung ebenfalls mit der gleichen Anströmgeschwindigkeit (halbe Windgeschwindigkeit). Es ist somit keinerlei durch den Widerstand bedingte Antriebskraft mehr vorhanden. Bei noch größerer SLZ schlägt der Flügel gegen den Wind um.
Auch bei der Chinesischen Windmühle ist, wie schon oben dargelegt, eine Anordnung von um 180° versetzten Flügelpaaren in mehreren Etagen mit Leitflächen vorteilhaft.
Es ist nicht bekannt, ob moderne Ausführungen des Prinzips der Chinesischen Windmühle gebaut und erprobt wurden, so dass über die Leistungsfähigkeit nichts ausgesagt werden kann. Vorteilhaft ist wie beim Darrieus-Rotor und beim Savonius-Rotor, dass der Generator und ggf. das Getriebe bodennah angebracht werden können, was Installation und Wartung erleichtert. Der große Materialeinsatz (Lager der Flügel, Flügelflächen, Leitflächen) ist jedoch nachteilig.

## Anwendungen
In der modernen alternativen Energiegewinnung hat der Klappflügel-Rotor seinen Platz noch nicht gefunden. Große Windkraftanlagen werden mit dreiblättrigen Auftriebsläufern mit horizontaler Achse und kleinere mit Darrieus-Rotoren betrieben. Einzelne Enthusiasten versuchen Anwendungsnischen zu finden (meist im privaten Bereich), indem sie neue Variationen des Rotors vorstellen, bisher jedoch ohne größeren Erfolg.
Eine wenig betrachtete Möglichkeit ist die Nutzung als Wasserturbine in ruhigen Fließgewässern (vgl. dazu Schiffmühle und Strom-Boje). Dort muss nicht mit ständig wechselnden Strömungsgeschwindigkeiten gerechnet werden. Die bei Windnutzung wegen der variablen Windgeschwindigkeiten notwendige Drehzahlbegrenzung bzw. -regelung (in diesem Artikel nicht besprochen) kann entfallen. Das sind für den Klappflügel-Rotor, der ja ein Langsamläufer ist, gute Einsatzbedingungen. Er kann auf die jeweilige Strömungsgeschwindigkeit optimiert werden. Besonders geeignet dürfte das Konzept der Chinesischen Windmühle bzw. der Chinesischen Wasserturbine sein.
Von einiger Bedeutung war der Klappflügel-Rotor jedoch nur in der länger zurückliegenden Vergangenheit.